# Уан Плюс 7
OnePlus 7 и OnePlus 7 Pro са флагмански смартфони ("убийци на флагмани“) на китайската компания OnePlus. OnePlus 7 и OnePlus 7 Pro са обявени на 14 май 2019 г. като наследници на серията OnePlus 6.
Моделът 7 Pro е първото устройство на OnePlus с тройна задна камера и система за течно охлаждане.
OnePlus 7 Pro получава награда за съвременни иновации на EISA 2019 – 2020. AnTuTu включва OnePlus 7 Pro в традиционните си класации за най-мощните смартфони с Android за ноември 2019.

## Спецификации
|                     | OnePlus 7                                                                  | OnePlus 7 Pro                                                                                    |
| ------------------- | -------------------------------------------------------------------------- | ------------------------------------------------------------------------------------------------ |
| Екран (в инча)      | 6.41 Optic AMOLED, 1080 x 2340 px, 19.5:9                                  | 6.67 Fluid AMOLED, 1440 x 3120 px, 19.5:9                                                        |
| RAM                 | 6/8 GB                                                                     | 6/8/12 GB                                                                                        |
| Вътрешна памет      | 128/256 GB                                                                 | 128/256 GB                                                                                       |
| Задна камера        | 48+5 MP, автофокус, 4K@30/60fps, 1080p@30/60/240fps, 720p@480fps, gyro-EIS | 40+8+16 MP, автофокус, 4K@30/60fps, 1080p@30/60/240fps, 720p@480fps, gyro-EIS, 114 точки DxOMark |
| Предна камера       | 16 MP, 1080p@30fps                                                         | 16 MP, 1080p@30fps                                                                               |
| Процесор            | осемядрен, 1x2.84 GHz & 3x2.42 GHz & 4x1.78 GHz                            | осемядрен, 1x2.84 GHz & 3x2.42 GHz & 4x1.78 GHz                                                  |
| Операционна система | Android 9.0 (Pie), OxygenOS 10.0.5                                         | Android 9.0 (Pie), OxygenOS 10.0.5                                                               |
| Размери             | 157.7 x 74.8 x 8.2                                                         | 162.6 x 75.9 x 8.8                                                                               |
| Тегло               | 182 г                                                                      | 206 г                                                                                            |

## Продажби
OnePlus обяви, че е продал над 1 млн. броя от новия си смартфон OnePlus 7 Pro за една минута след пускането му на пазара.